# Tueris

Taueret

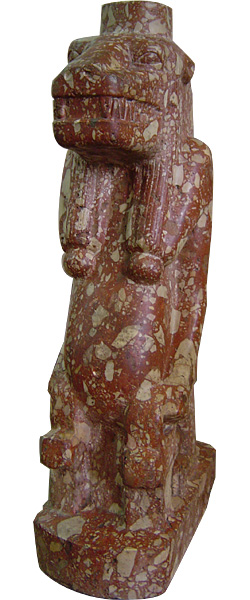
Taueret

Tueris "La Grande", también conocida como Tauret, era la diosa de la fertilidad y la protectora de las embarazadas en la mitología egipcia. También fue diosa celeste, la "Señora del horizonte".
- Nombre egipcio: Taueret (Taurt). Nombre griego: Tueris, Toeris.

## Iconografía
Figura embarazada de piel negra, con cabeza de hipopótamo o de mujer, cuernos y disco solar, y grandes pechos, patas de león y cola de cocodrilo.

## Mitología
Era hija de Ra. Tueris ayudó a Horus en su lucha contra Seth. Era la concubina de Seth, según Plutarco.

## Epítetos
Su nombre Ta-urt, significa "La Grande", pero como diosa celeste llevaba el título de "Misteriosa del horizonte" y era representada por una estrella del hemisferio norte del cielo.
| X1 | G1 | G36 · D21 | X1 |

| X1 | G1 | G36 · D21 | X1 |

## Culto
Muy venerada en Karnak, Heliópolis, Abu Simbel y Gebel Silsileh. Las mujeres embarazadas portaban amuletos con su imagen para favorecer la abundancia de leche materna.

## En otros medios
Una estatua gigante de Taweret aparece en la serie de televisión de ciencia ficción Lost y juega un papel importante en la historia de fondo de la misteriosa isla del programa.
Antonia Salib interpreta a Taweret en la serie de televisión de Marvel Cinematic Universe (MCU) Moon Knight (2022). En el episodio "The Tomb", ella conoció a Marc Spector y Steven Grant y los saludó felizmente, pero ellos gritaron de miedo. En "Asylum", Taweret explica que Spector y Grant están muertos y que el "hospital psiquiátrico" es un barco que navega por la Duat, el más allá egipcio. Ella pesa sus corazones en la Balanza de la Justicia para determinar si pueden ingresar al Campo de Juncos, y les dice que sus corazones están desequilibrados por recuerdos ocultos y sugiere que exploren juntos. Después de que Grant cae en la Duat, donde se convierte en arena, Taweret le dice a Spector que la balanza está equilibrada y que Spector está en el Campo de Juncos. En el episodio final "Gods and Monsters", Taweret ayuda a Grant y Spector a escapar a través de las Puertas de Osiris y despertar en su cuerpo, y también ayuda a Layla El-Faouly a ser su avatar temporal convirtiéndola en Scarlet Scarab.